# Форд, Вики
Вики Форд (англ. Vicky Ford), официально Виктория Грейс Форд (англ. Victoria Grace Ford), урождённая Поллок (англ. Pollock; род. 21 сентября 1967, Ома) — британский политический и государственный деятель. Младший министр Форин-офиса по вопросам международного развития (2022).

## Биография
Родилась в 1967 году в Оме (Северная Ирландия) в семье врачей. С детства под влиянием матери участвовала в движении за мир, а также в избирательной кампании отца, который баллотировался от партии «Альянс» на местных выборах. Изучала математику и экономику в Тринити-колледже Кембриджского университета.
С 1989 года работала в JPMorgan Chase, где занимала должность вице-президента по синдицированному кредиту, фиксированному доходу и долговым рынкам, с 2001 по 2003 год работала в Bear Stearns, занимала должность управляющего директора по рынкам заёмного капитала.
В 2009—2017 годах являлась депутатом Европейского парламента, входила во фракцию Европейские консерваторы и реформисты.
В 2017 году прошла в Палату общин от избирательного округа в городе Челмсфорд (графство Эссекс), в 2019 году подтвердила свой мандат с убедительным результатом 55,9 % — в два с лишним раза больше, чем у сильнейшей из соперников, кандидатки от либеральных демократов Мари Голдман (Marie Goldman).
В феврале 2020 года назначена парламентским помощником министра образования по вопросам детства и семьи, в сентябре 2021 — младшим министром Форин-офиса по делам Африки (с декабря 2021 года — парламентский помощник министра по делам Африки, Латинской Америки и Карибского бассейна).
6 сентября 2022 года при формировании правительства Лиз Трасс была назначена младшим министром международного развития с правом участия в заседаниях Кабинета.
25 октября 2022 года по завершении правительственного кризиса был сформирован кабинет Риши Сунака, в котором Форд не получила никакого назначения.